# Japans parlament

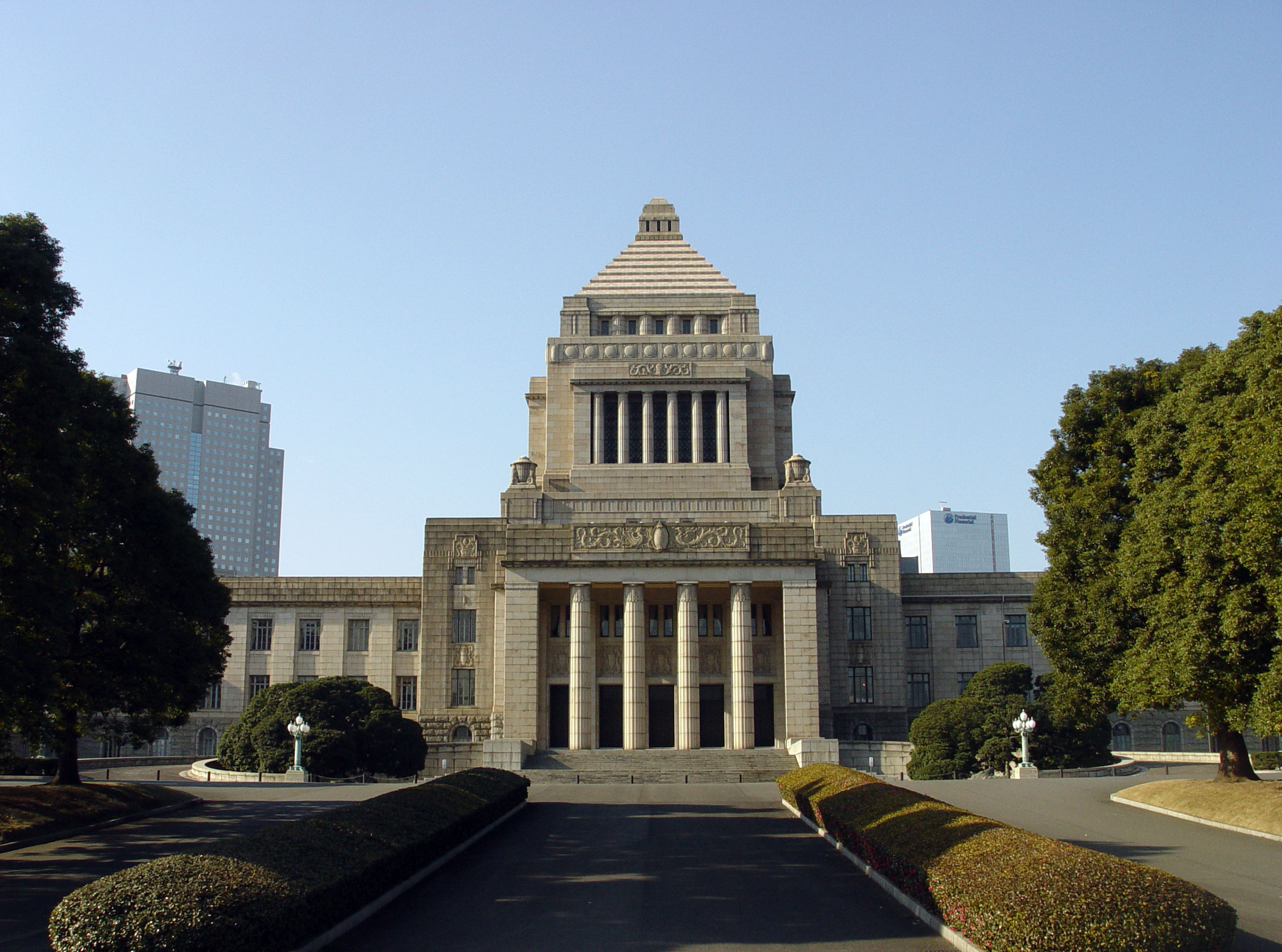
Parlamentsbyggnaden i Nagatacho, Tokyo.

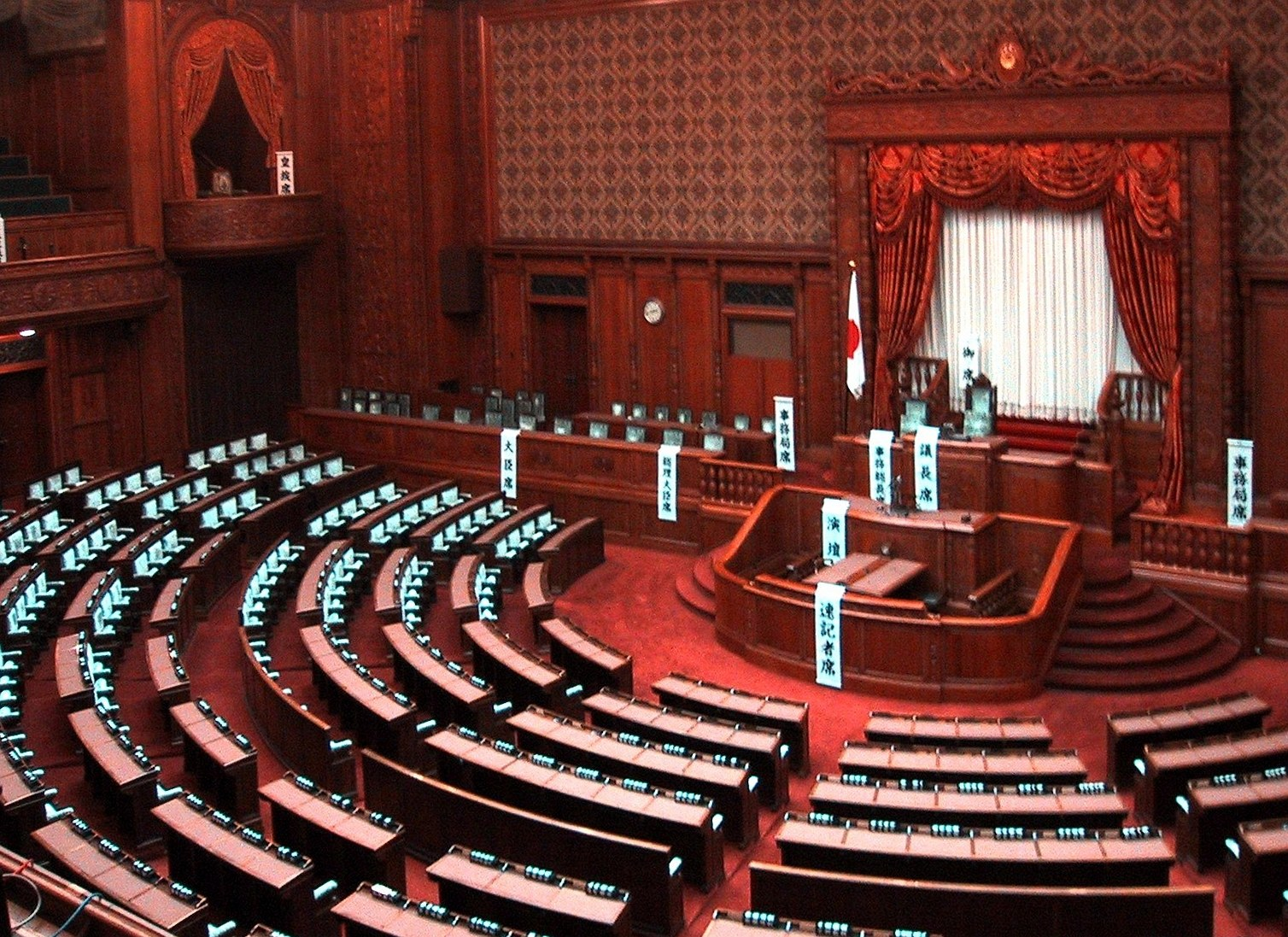
Interiör från parlamentet.

Japans parlament (japanska: 国会?, Kokkai) består av två kammare: ett överhus och ett underhus. Ledamöterna väljs i direkta val. Parlamentet beslutar om alla lagar och utser premiärminister. Den nuvarande parlamentsformen stammar från 1947 års japanska författning.

## Historia
Det japanska parlamentet går tillbaka på den kejserliga riksdagen (japanska: 帝国議会?, teikoku-gikai) som bildades 1889 som en del i Meijirestaurationen och sammanträdde första gången den 29 november  året därpå. Den kejserliga riksdagen hade bildats med västerländsk förebild och reglerades av den nyskrivna Meiji-konstitutionen.
Parlamentets makt var svagt i början, men stärktes något efter det första sino-japanska kriget. Under Taishō-demokratin började riksdagen partipolitiseras och mer likna ett modernt parlament, men militariseringen av landet, militärkuppen 1940 (15 maj-kuppen) och stilla havskriget satte stopp för den demokratiska utvecklingen.
Det nuvarande parlamentet utformades i 1946 års ockupationskonstitution, som delvis bygger på den gamla men också på den riksdag som fanns i Västtyskland efter andra världskriget.

## Sammansättning
Det japanska parlamentet består av ett överhus (japanska: 参議院?, sangiin) med 242 ledamöter som väljs på sex år, och ett underhus (japanska: 衆議院?, shūgiin) med 480 ledamöter som väljs på fyra år. 
Underhuset är den mäktigare av kamrarna och kan gå emot överhuset samt på eget bevåg avsätta premiärministern.

## Nationalbiblioteket

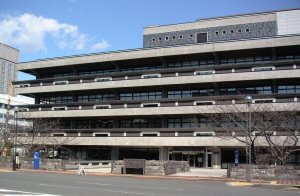
Nationalbiblioteket i Tokyo

Till parlamentet hör Japans enda nationalbibliotek, (japanska: 国立国会図書館,?, Kokuritsu Kokkai Toshokan), på engelska National Diet Library eller NDL. Biblioteket är främst ett forskarbibliotek. Det är ett pliktbibliotek, och förvarar alltså ett exemplar av varje trycksak som getts ut i Japan i modern tid.